# Kieron Achara
Kieron Achara, né le 3 juillet 1983 à Stirling, en Écosse, est un joueur écossais d'origine nigériane de basket-ball. Il évolue aux postes d'ailier fort et de pivot.